# Arnold z Torrojy
Arnold z Torrojy († 30. září 1184 Verona) byl v letech 1181–1184 velmistrem templářského řádu.

## Život
Po smrti svéhlavého Odona ze Saint-Armandu bylo považováno za vhodné vybrat za nového velmistra někoho, kdo by byl relativně nestranný vůči sporům jednotlivých frakcí, které se mezi sebou v křižáckých státech přetahovaly o moc. Volba padla na Arnolda z Torrojy, který od roku 1167 působil ve Španělsku a Provenci ve funkci mistra řádu. Jako velmistr se snažil vystupovat jako prostředník při řešení sporů mezi jednotlivými klikami v křižáckých státech.
Byl silně znepokojen růstem moci sultána Saladina a proto spolu s patriarchou Herakliem a velmistrem řádu johanitů Rogerem z Moulins odjel do Evropy přesvědčovat vlivné muže o nebezpečích, která hrozila křesťanským státům na východě.
Z této cesty se však již nevrátil, protože 30. září 1184 zemřel ve Veroně.